# Atrofia da malnutrizione
L'atrofia da malnutrizione è anche detta atrofia da inanizione. In genere questo tipo di atrofia è estesa a tutto l'organismo, infatti più o meno tutti gli organi partecipano al processo regressivo. Si verifica quando si ha una diminuita o mancata nutrizione dell'organismo a causa dell'impossibilità di reperire alimenti o a causa di cronica incompleta utilizzazione degli stessi in conseguenza di disturbi nella digestione (malattie dello stomaco, enteriti croniche, tumori).
In questo tipo di atrofia accade che l'organismo sia costretto a consumare, per le proprie necessità energetiche, prima i materiali di deposito (tessuto adiposo, il cosiddetto "grasso") e successivamente i materiali costitutivi, perdita che non sarà riparata a causa del deficiente apporto alimentare. Si incorre in riduzione del volume cellulare e di conseguenza in quella del volume degli organi.
Gli organi si atrofizzano in tempi e modi diversi: dapprima perdono tono il tessuto adiposo, i muscoli volontari, il fegato e la milza. Maggiore resistenza hanno invece il sistema nervoso e il miocardio.